# Марк Гіггінс (стронгмен)
Марк Гіггінс (англ. Mark Higgins, нар. 16 травня 1963, Англія) — колишній англійський стронгмен, учасник змагань Найсильніша людина Європи. У 1987 році був у складі Найсильнішої Команди Світу яка виграла золото.
Окрім стронґмену Марк займася паверліфтингом, баскетболом та був у складі збірної Британії з вітрильного спорту яка прямувала до Австралії на Кубок Америки. Зі зростом близько 2 метри і 3 сантиметри Гіггінс — один з найбільших британських стронгменів за всю історію. Період часу його виступів прийшовся на золоту еру Джеймі Рівза. Саме з Джеймі Рівзом він у 1988 році був у складі Найсильнішої Команди від Великої Британії, однак значного скутку не досягли (на відміну від 1987 року коли Марк у команді з Джеффом Кейпсом виграв це змагання). І хоч Гіггінс ні разу не вигравав титул Найсильнішої людини Світу він все одно посів гідне місце в історії стронгменів Британії.